# Annette Potempa
Annette Potempa (* 18. September 1976 in Chorzow, Volksrepublik Polen) ist eine deutsche Schauspielerin, Musicaldarstellerin, Synchronsprecherin und ehemalige Kunstturnerin der deutschen Nationalmannschaft.

## Leben

### Sportliche Laufbahn
Im Alter von sieben Jahren begann Annette Potempa, die in Polen geboren wurde und als Spätaussiedlerin 1983 nach Deutschland kam, ihre Turnkarriere. Mit zehn Jahren stellte sie bei einer Veranstaltung in der Grugahalle in Essen einen Weltrekord von 32 Flickflacks auf.
In ihrem Verein TVG Steele Essen erzielte sie ihre ersten nationalen Titel und wurde im Achtkampf sowie am Schwebebalken Deutsche Schülermeisterin. Im Jahr 1989 erreichte sie diese beiden Titel ebenfalls und wurde Deutsche Jugendmeisterin im Achtkampf und am Schwebebalken. In diesem Jahr ist sie in den Nationalkader aufgenommen worden. Sie turnte 1991 bei den Weltmeisterschaften in Indianapolis und 1992 bei den Europameisterschaften in Nantes.
1992 war sie als Kunstturnerin der deutschen Nationalmannschaft bei den Olympischen Spielen in Barcelona und belegte mit der Mannschaft den 9. Platz. Beim internationalen DTB-Pokal gewann sie 1992 in der Hanns-Martin-Schleyer-Halle eine Silbermedaille am Stufenbarren. Ihre internationale Karriere beendete sie mit der Silbermedaille am Stufenbarren beim Deutschen Turnfest 1994 in Hamburg.

### Spätere Karriere
Nach ihrer sportlichen Laufbahn kam sie über Umwege auf die Theaterbühne. Ihr Interesse galt erst einmal der Medizin. Eine Ausbildung zur Physiotherapeutin an der Johannes Gutenberg-Universität Mainz war ihre Zwischenstation. Diese beendete sie allerdings nach dem Zwischenexamen, da der Drang nach einer künstlerischer Arbeit immer größer wurde. Sie studierte Schauspiel und Gesang an der Hochschule für Musik und Darstellende Kunst und Stage & Musical School, beide in Frankfurt am Main.
Seit 2006 ist Annette Potempa nun auf den deutschen Bühnen zu sehen und gastierte an Häusern wie dem Staatstheater Darmstadt, Staatstheater Nürnberg, Schauspielbühnen Stuttgart, Schlossfestspiele Ettlingen, dem Pfalztheater Kaiserslautern, Komödie Düsseldorf sowie Komödie Frankfurt, Thuner Seespiele, Burgfestspiele Bad Vilbel u. v. m. Neben ihrer Arbeit auf der Bühne ist sie ebenfalls als Sprecherin tätig. Unter anderem lieh sie ihre Stimme dem Charakter Ellie im Playstationspiel The Last of Us. oder die Rolle der Lilly in der Zeichentrick-Verfilmung "Der kleine Medicus" vom Autor Prof. Dr. Grönemeyer. Annette Potempa lebt mit ihrem Ehemann und dem gemeinsamen Sohn im Rhein-Main Gebiet, in der Nähe von Frankfurt.

## Theater
- 2025/26: Außer Kontrolle – Komödie Frankfurt
- 2025/26: Der Abschiedsbrief – Theater in der Engelsburg Frankfurt
- 2025/26: Ganzkörpereinsatz (The Money Shot) – Theater am Puls Schwetzingen
- 2024/25: Die Tanzstunde – Theater Moller Haus Darmstadt
- 2024: Es ist nur eine Phase, Hase – Komödie Frankfurt
- 2023: My fair Lady – Burgfestspiele Bad Vilbel
- 2023: Pünktchen und Anton – Burgfestspiele Bad Vilbel
- 2022/23: Der Gott des Gemetzels – Rhein Neckar Theater Mannheim
- 2022/23: Ewig Jung – Capitol Mannheim
- 2020: Cyrano von Bergerac – Theatersommer Ludwigsburg
- 2019/20: Hair – Capitol Mannheim
- 2019/20: Pension Schöller – Komödie Düsseldorf
- 2019: The Rocky Horror Show – Burgfestspiele Mayen
- 2019: Bunbury-Ernst Sein Ist Wichtig – Burgfestspiele Mayen
- 2018/19 Das Dschungelbuch – Capitol Mannheim
- 2018/19 Evita – Capitol Mannheim
- 2018/19 Kiss Me Kate - Theater Hagen
- 2018/19 Aus Tradition Anders - Staatstheater Darmstadt
- 2016/17 Das Wunder von Bern – Stage Theater an der Elbe
- 2016 Kiss Me Kate – Staatstheater Nürnberg
- 2015: Hänsel & Gretel – Stadttheater Hagen
- 2015: Der Gestiefelte Kater – Brüder Grimm Festspiele
- 2014: West Side Story – Pfalztheater Kaiserslautern
- 2014: Der Lebkuchenmann – Theater Hagen
- 2013: Der Froschkönig – Theater Hagen
- 2013: Sei lieb zu meiner Frau – Theaterschiff Stuttgart
- 2012: Pinocchio – Schauspielbühnen, Stuttgart
- 2012: Aida – Schlossfestspiele Ettlingen
- 2012: Spamalot – Ritter der Kokosnuss – Südostbayrisches Städtetheater
- 2011: Non(n)sense – Burgfestspiele Mayen
- 2011: Michel in der Suppenschüssel – Burgfestspiele Mayen
- 2010: Jesus Christ Superstar – Burgfestspiele Mayen
- 2010: Jedermann – Burgfestspiele Mayen
- 2010: Grease – Capitoltheater Düsseldorf
- 2009: Cabaret – Burgfestspiele Mayen
- 2008: West Side Story – Thunerseespiele (CH)
- 2008: Die verschlossene Tür – Theater am Olgaeck, Stuttgart
- 2008: Das Dschungelbuch – Theater an der Rott
- 2007: Hello Dolly – Konzertdirektion Landgraf
- 2007: Harry & Sally – Südostbayrisches Städtetheater
- 2005: Chicago – Mainzer Kammerspiele
- 2004: Die Dreigroschenoper – Studiobühne Frankfurt

Film/TV
2025 Der Staatsanwalt "Tödliche Nähe" ZDF

## Sprechertätigkeiten

### Filme
- 2019 Über die Unendlichkeit … als Erzählerin
- 2008: Mehr als Limonade – Die geheimnisvollen Aufträge des Mister Sperry
- 2013: Les Salauds – Dreckskerle
- 2013: Das Camp …als Gaby
- 2014: Liebe blüht auf …als Cassie "(Love begins")
- 2014: Der kleine Medicus – Bodynauten auf geheimer Mission im Körper …als Lilly
- 2014: Welcome to New York
- 2014: Eine Taube sitzt auf dem Zweig und denkt über das Leben nach (Essential Film, Goldener Löwe Venedig 2014)

### Fernsehserien
- 2020: Pan Tau … als Anna
- 2015: Assassination Classroom …als Ritsu
- 2013–2014: Samurai Flamenco …als Moe Morita
- 2013: Tenkai Knights …als Beni
- 2013: Kill la Kill …als Mako Mankanshoku
- 2011: True Justice

### Videospiele
- 2015: Until Dawn …als Hannah
- 2014: The Witcher 3
- 2013: Elsword als Ara Haan
- 2013: The Last of Us …als Ellie
- 2020: The Last of Us Part II …als Ellie (jung)